# Base naval de Tartús
Base naval de Tartús es parte del puerto en el mar Mediterráneo de la ciudad de Tartús en Siria, utilizado por la Armada de Rusia. Está al norte de la propia ciudad, en la gobernación de Latakia, y a unos 158 kilómetros de distancia en línea recta, al noroeste, de la capital de Siria, Damasco. Es, en importancia, la primera base naval fuera de Rusia y la única en el Mediterráneo.
Tartús es el segundo puerto civil en importancia en Siria, después del puerto de la ciudad de Latakia. Esta ciudad está unida por línea de tren con la población de Tartús y la propia base rusa. Las instalaciones rusas, actualmente en desarrollo, pueden acoger 4 naves de tamaño medio de hasta 100 m en los dos atraques flotantes existentes. Al norte, en la misma gobernación o provincia siria, está la base aérea de Jmeimim.
El 9 de diciembre de 2024, tras la caída del gobierno Ásad, la presencia militar de Rusia en la base sigue siendo incierta. Algunos medios mencionaron que el gobierno ruso contactó con las futuras autoridades sirias con el propósito de garantizar la seguridad de las dos bases militares que mantienen en el país.

## Historia

### Unión Soviética

Localización de Tartús en el Mediterráneo.

Durante la Guerra Fría, la URSS acordó en 1971 y, con el nuevo régimen en Siria de Háfez al-Ásad de ideología socialismo árabe, el poder utilizar una parte del puerto de la ciudad como punto de reabastecimiento y atraque de barcos del Quinto Escuadrón de la Armada Soviética. El Quinto Escuadrón en el Mediterráneo estaba enfrentado a la  Sexta Flota de los Estados Unidos con base en Italia.
A principios de la década, se establecieron puntos logísticos similares en puertos de Egipto, Etiopía o Vietnam. En 1977, se trasladaron las naves e instalaciones de las ciudades de Alejandría y Marsa Matruh a Tartús, formando así la 229.ª división de apoyo naval. 
En 1984, se clasifica y actualiza las instalaciones pasando a denominarse la base como, 720º  PMTO: Punto Logístico Material-Técnico (en ruso: ПМТО: Пункт материально-технического обеспечения), como parte logística de la flota del Mar Negro. Incluía tres amarres flotantes, un taller flotante (que se cambiaba cada seis meses), instalaciones de almacenamiento o cuarteles.

En diciembre de 1991 se produce la disolución de la Unión Soviética y un año después, el Quinto Escuadrón deja de existir y cae en desuso la base rusa de Tartús.

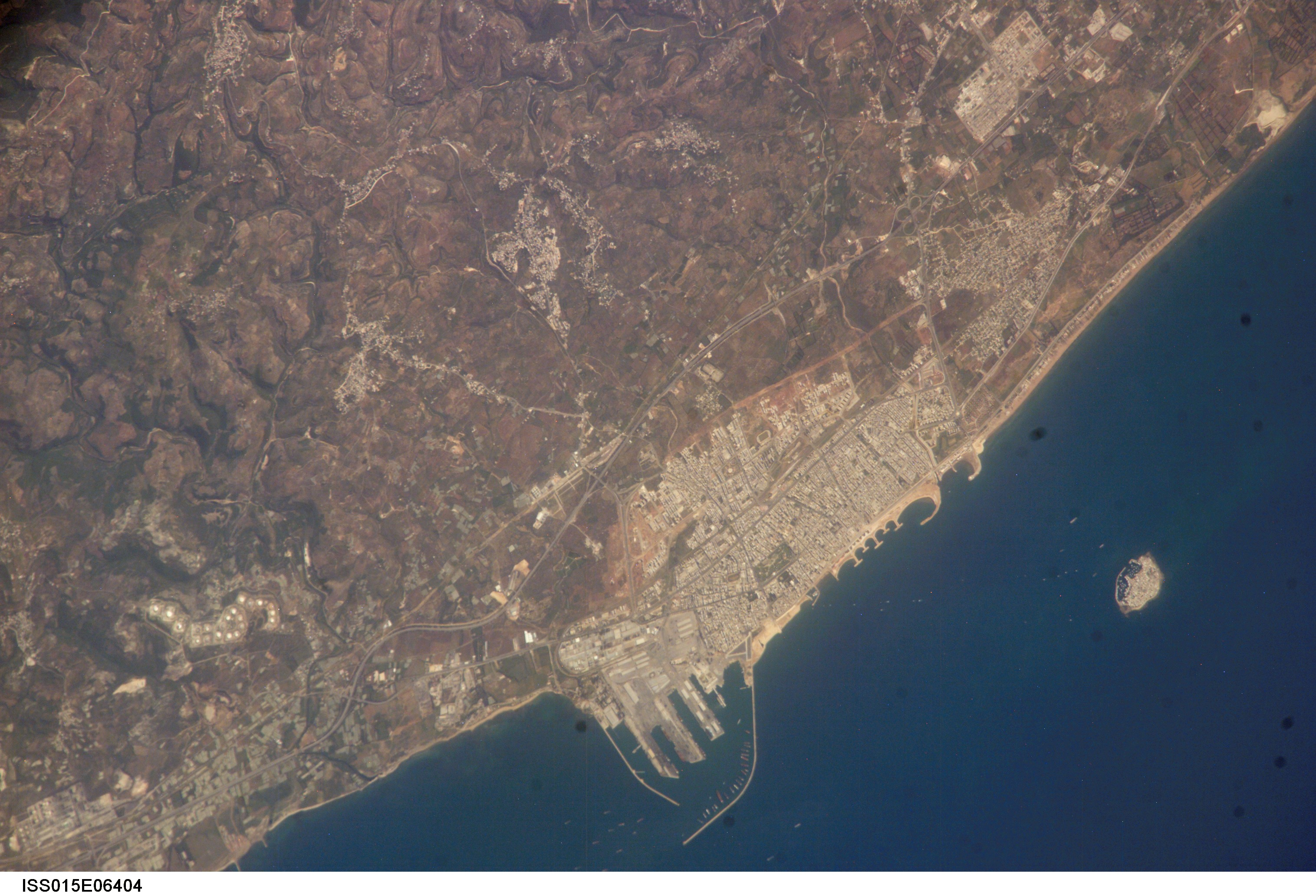
Foto aérea de la NASA de la ciudad de Tartús en 2007.

En 2005, se llega a un acuerdo por el que Rusia condona el 73% de la deuda soviética por la venta de armas y se le permite continuar usando las instalaciones en Tartús.
El 21 de agosto de 2008, en el curso de las negociaciones entre el presidente Dmitri Medvédev y el presidente sirio Bashar al-Ásad en la ciudad de Sochi, se discutió el estado de las instalaciones en Tartús, donde para entonces solo operaba uno de los dos amarres flotantes. En septiembre del mismo año, la tripulación de un buque auxiliar de la Flota del Mar Negro restauró el segundo muelle flotante.
En julio de 2009, el ejército ruso anunció que iban a modernizar las instalaciones en Tartús.

### Guerra civil

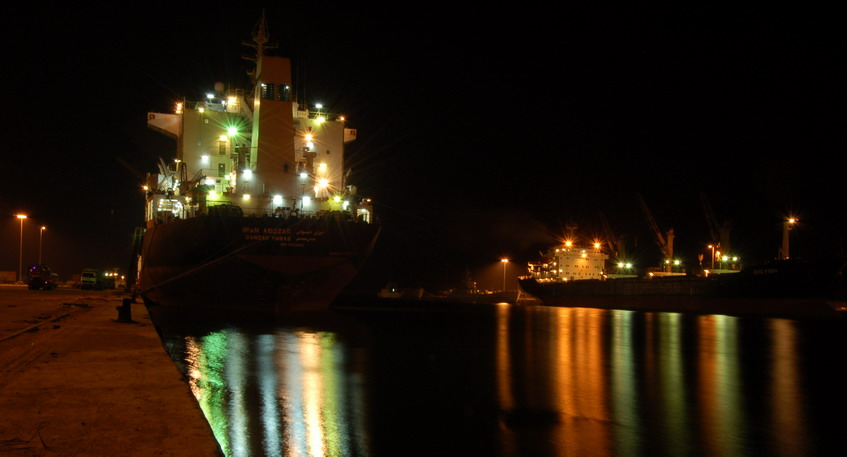
Imagen del puerto civil de Tartús en 2006.

Durante la guerra civil siria, en diciembre de 2011 llegaron a desplegarse en la base 600 personas, entre civiles y militares, dependientes del Ministerio de Defensa de Rusia. Sin embargo, generalmente la "base" tenía destacada unos 50 marineros y personal técnico, además una fuerza pequeña de protección.
El 22 de septiembre de 2013, tras 20 años del fin de la Quinta Escuadra, se anuncia la creación de un estado mayor para formar un escuadrón en el mediterráneo, cuya composición puede ir de forma rotativa (participan naves de la flota del Pacífico, Norte, Báltico y Mar Negro).
El 10 de octubre de 2016, el viceministro de Defensa Nikolai Pankov dijo a los reporteros sobre la intención de Rusia de desplegar una base naval de manera permanente en el puerto de Tartús. En diciembre se anuncia el despliegue del sistema de defensa antiaérea S-300 en la base. Es la primera vez que Rusia despliega el S-300 en el extranjero, junto al sistema S-400 desplegado en la base aérea de Jmeimim y el sistema defensivo naval Bastion.

Esquema de las instalaciones en la base naval en 2011. Hay tres edificios de almacenamiento, un puerto seco, un aparcamiento para vehículos y equipos, dos muelles flotantes y la línea verde es una línea de tren. La parte sur es el puerto civil de la ciudad. Actualmente se ha ampliado con una protección flotante a la entrada, un helipuerto y otras construcciones.

El 18 de enero de 2017, Rusia y Siria firmaron un documento donde se permitía ampliar y usar las instalaciones durante 49 años, prorrogables otros 25 años y cede la soberanía de la nueva base, personal y material al gobierno ruso. El nuevo tratado permite a Rusia mantener hasta 11 naves de guerra en Tartús, incluyendo aquellos de propulsión nuclear.  El tratado fue ratificado y aprobado por la Asamblea Federal de Rusia, y el presidente Vladímir Putin firmó una ley federal al respecto a finales de diciembre de 2017. Al mismo tiempo, el gobierno ruso volvió a anunciar la intención de "formar un grupo permanente" en las instalaciones navales de Tartús así como en la base aérea de Jmeimim.
Las instalaciones rusas han servido para entregar armamento y suministros desde la ciudad de Novorosíisk del Mar Negro hasta Tartús para el Ejército Árabe Sirio, una ruta conocida como Siria Express desde el 30 de septiembre de 2015.

## Características
Consta de 0,4 km² y un agregado de 1,5 ha de una "base técnica" y cuenta con dos muelles flotantes con una longitud de 120 m. Desde hace varios años, está en permanente modernización y ampliación. Desde 2016 se han construido cantinas, baños, almacenes de alimentos o un helipuerto.